# Billigheim
Ne doit pas être confondu avec Billigheim-Ingenheim.
Billigheim est une commune de Bade-Wurtemberg (Allemagne), située dans l'arrondissement de Neckar-Odenwald, dans l'aire urbaine Rhin-Neckar, dans le district de Karlsruhe.

## Personnalités liées à la ville
- Karl Immanuel Eberhard Goebel (1855-1932), botaniste né à Billigheim.